# Бекетов, Николай Николаевич (винодел)
Никола́й Никола́евич Беке́тов (1868, Харьков — 25 сентября 1911, Ялтинский залив, Ялтинский городской совет) — русский предприниматель, виноградарь и винодел, учёный-технолог. Обладатель высшей награды на Всемирной винной выставке в Париже 1905 года, многочисленных золотых медалей на выставках в Лондоне, Москве, Ростове. Сын академика химика Н. Н. Бекетова, брат академика архитектуры А. Н. Бекетова. 25 сентября 1911 года погиб с тремя детьми занимаясь яхтингом на траверзе Ялты.

## Биография
Его отец Н. Н. Бекетов в Харькове женился в 1861 году на Елене Карловне Мильгоф, дочери екатеринославского аптекаря. У них родились дети — Алексей, Екатерина, Николай, Петр и Владимир. О рождении Николая в 1868 году есть запись в Метрической книге Консистории Харьковской епархии, указывалось не только место его рождения, но и место крещения — Антониевская церковь Харьковского университета. В 1876 году Николай поступил в Харьковскую 1-ю мужскую гимназию на Старомосковской улице, проучился в ней 6,5 лет и был переведен в 3-ю мужскую гимназию. В 1888 году он получил аттестат зрелости, дающий право поступления в университеты Российской империи. В том же году он поступил на естественное отделение физико-математического факультета Императорского Санкт-Петербургского университета.

### Занятия виноделием
Летом Бекетовы уезжали в Крым, где его отец купил небольшой в 3 десятины участок с домом-дачей, ныне Профессорский уголок, в урочище Баар-Дере, под горой Кастель. В имении был небольшой виноградник и Николая захватило занятие виноградарством и виноделием. По окончании университета, уже работая в Министерстве земледелия, он добился годичной командировки в Никитский ботанический сад, чтобы получить специальные знания, а после прошел обучение во Франции в провинции Бордо.

Вернувшись в Крым, он взял кредиты и выкупил около 20 гектаров дорогой крымской земли, на которой высадил виноградники, построил винодельню, подвалы, лабораторию. Бекетов сам изобрел и запатентовал способ длительного хранения сока. К началу XX века вино Николая Бекетова считалось одним из лучших в России и было упомянуто во всех путеводителях по Крыму. Бекетов стал поставщиком стола Русской императорской семьи. В 1905 году получил высшую награду на Всемирной винной выставке в Париже, многочисленные золотые медали на выставках в Лондоне, Москве, Ростове. Путеводители начала XX века рекомендовали вина и виноградный сок имения «Болгатур» Николая Бекетова. Семья владела собственными магазинами в Петербурге, Москве, Харькове, Екатеринославе, Екатеринбурге, Севастополе, Ялте, Гурзуфе и Алуште.
Богатый винодел занимался не только собственным делом, но и активно участвовал в общественной жизни Ялтинского уезда, был избран гласным. Сотрудничал с Товариществом частных виноделов в Профессорском уголке, которое возглавлял профессор А. Е. Голубев.
Имение Н. Н. Бекетова Ай-Гурзуф находилось недалеко от моря, с востока располагались виноградники Первушина, с запада — курорт О. М. Соловьевой «Суук-Су» и имение Кизильташ, с севера — угодья поселян Кизильташа. Поместье занимало площадь в 73 десятины: усадьба — 1 десятина, под табачными плантациями — 5 десятин, под посевами — 3 десятины, земли, годной под культуру, было более 21 десятины, виноградники занимали площадь 20 десятин. На территории располагались три жилых двухэтажных каменных дома, один площадью 72 кв. сажени, в нём 9 комнат и балкон, другой — площадью 54 кв. сажени, в нём было 7 комнат, каменный подвал. Третий дом в 31 кв. сажень — с 5 комнатами. Кроме того были построены также дом для табачного плантатора, несколько каменных одноэтажных домов для различных хозяйственных нужд, бондарная, слесарная и плотницкая мастерские, барак, кухня, прачечная, оранжерея, здание для перегоного куба, казарма для рабочих, табачный каменный сарай, склад для бутылок, конюшня, склад для садового и хозяйственного инвентаря. Для вин и винных материалов были сооружены три подвала, один большой, на три этажа, на 70 тыс. ведер, при нём бассейн. Другой подвал на 10 тыс. ведер находился под жилым домом и третий — на 5 тыс. ведер. В хозяйстве Бекетов проводил экскурсии для желающих. Прогулки в подвалы совершали не только отдыхающие курортов, расположенных в этом районе, но и приезжавшие экипажем или автомобилем из Симферополя. Поворот с основной южнобережной трассы в имение шел по благоустроенной Бекетовской дороге.
Сохранились свидетельства, сколько было изъято спиртного из Бекетовского имения во время прихода Белой гвардии и при власти большевиков. Белые реквизировали 708 бутылок, Красная армия — 2 755 бутылок, 23 ведра вина и 5,5 ведер спирта. Из них вино было реквизировано по 15 ордерам. В декабре 1920 года проводилась национализация имения.
В коллекции Массандры сохранились две аутентичные бутылки вина «Мурвед» № 6 и «Церковное» № 1 — это все что осталось от богатейших винных погребов Бекетова.

### Гибель
25 сентября 1911 года в Ялте проводился благотворительный базар в пользу бедных и больных туберкулезом, который назывался «Днем белого цветка». В этом мероприятии активное участие принимала царская семья и владельцы многих южнобережных вилл и дач. В этот день Николай Николаевич и три его сына отправились в море на своей парусной яхте. Вечером того же дня яхта утонула, все пассажиры погибли, причем тела их не были найдены.

## Семья
- жена — Александра Александровна Бекетова (урожденная Гольц, по другим источникам Гельцель) расстреляна немецкими оккупантами в Харькове 27 февраля 1943 году[1].

дети:
- Николай
- Андрей
- Александр
- Дмитрий
- Лев